# استیون کاوی
استیون ریچاردز کاوی (به انگلیسی: Stephen Richards Covey) ‏ (۲۴ اکتبر ۱۹۳۲–۱۶ ژوئیه ۲۰۱۲) معلم، نویسنده کتابهای خودیاری، تاجر و سخنران انگیزشی آمریکایی بود. محبوبترین کتاب او هفت عادت مردمان مؤثر نام داشت.